# Международный аэропорт имени Блеза Дианя
Международный аэропорт имени Блеза Дианя (фр. Aéroport international Blaise Diagne), (ИАТА: DSS, ИКАО: GOBD) — международный аэропорт, расположенный недалеко от города Диасс в регионе Тиес, Сенегал, в 43 км к востоку от центра Дакара. Он служит главным аэропортом Дакара, заменив международный аэропорт имени Леопольда Седара Сенгора, который стал слишком маленьким. Он назван в честь Блеза Дианя, первого чернокожего африканца, избранного в парламент Франции в 1914 году. Отсюда выполняются регулярные рейсы в пункты назначения во многих частях Африки, а также в Европе, Макаронезию, Ближний Восток и США.

## История

### Название

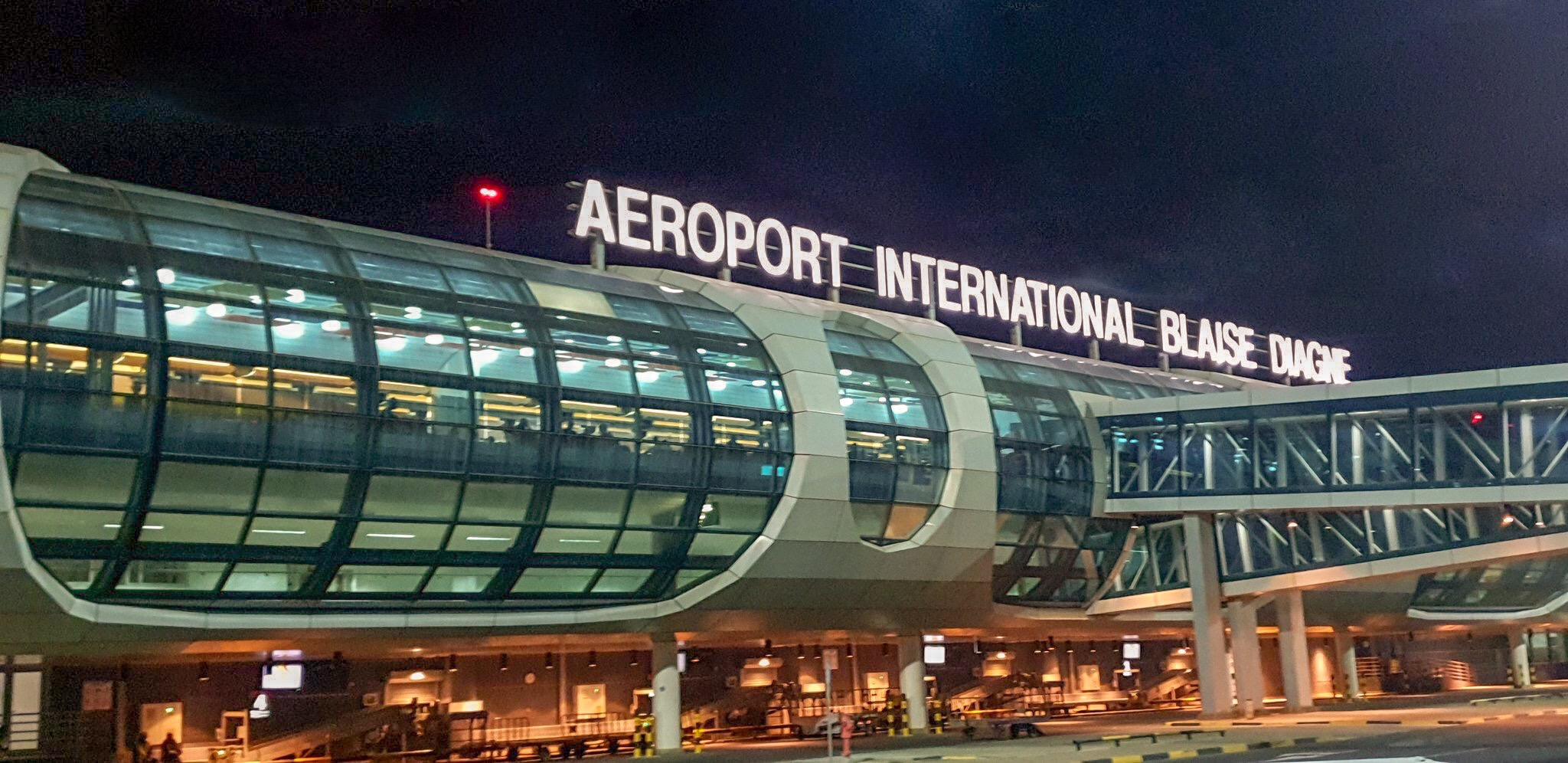
Телетрап аэропорта.

Аэропорт был назван в честь Блеза Дианя, уроженца Горе, французского депутата, заместителя государственного секретаря по делам колоний и мэра Дакара. В 1914 году он был первым чернокожим французским депутатом в Африке. До этого времени все предыдущие чернокожие французские депутаты были выходцами из Вест-Индии. Во время Первой мировой войны он был назначен Верховным комиссаром правительства по вербовке колониальных войск во Французской Западной Африке и Французской Экваториальной Африке. Затем он работал над соблюдением прав африканцев во французской армии.

### Строительство

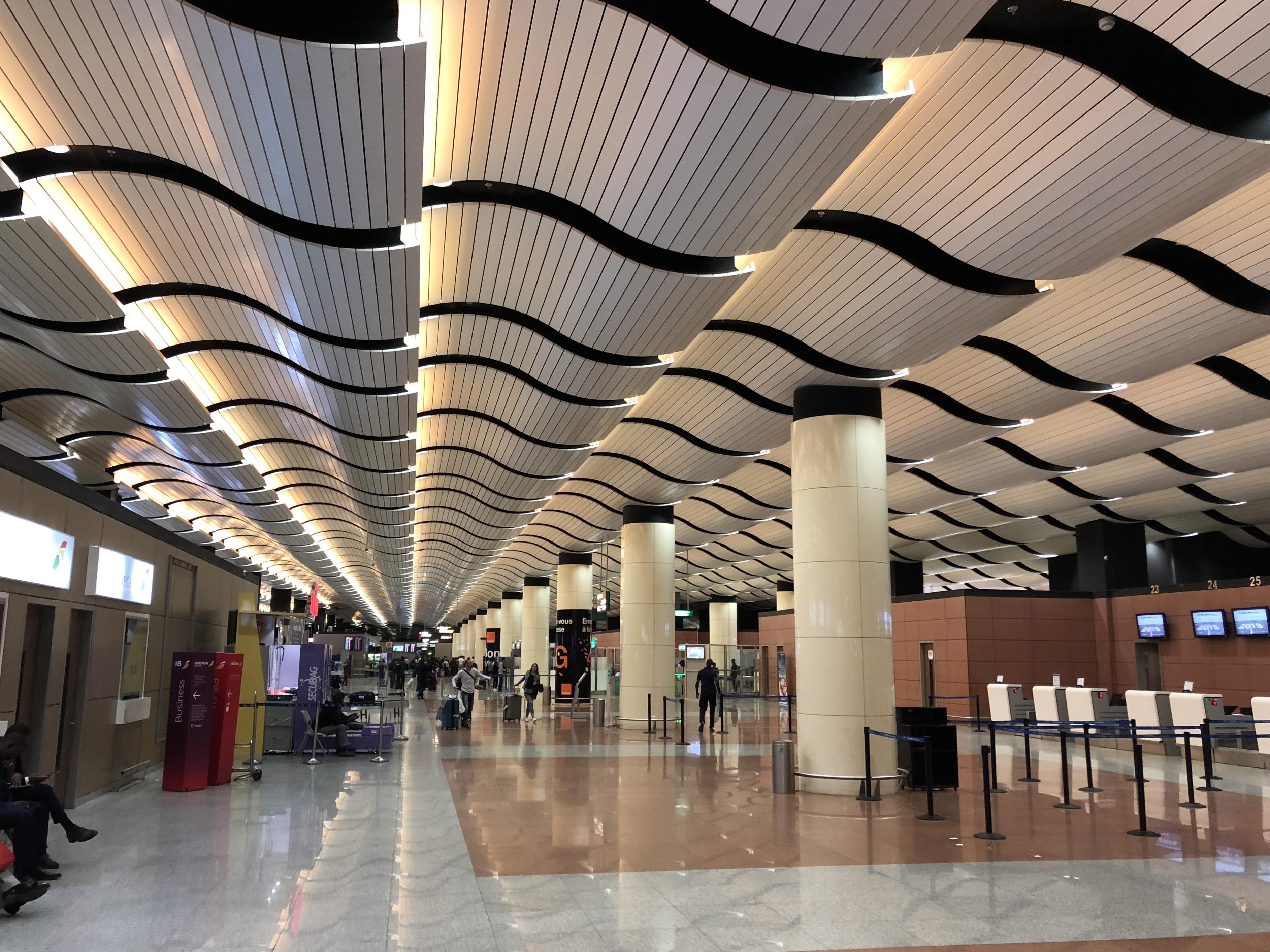
Зал вылета аэропорта.

Первый камень был заложен 4 апреля 2007 г. президентом Абдулаем Вадом.
По словам министра транспорта Маймуны Ндойе Сека, предполагаемая стоимость объекта составила 200 миллиардов франков КФА (305 миллионов евро). Десять лет спустя объем инвестиций увеличился более чем вдвое и достиг 424 млрд франков КФА (646 млн евро).
Продолжительность работ первоначально оценивалась в 30 месяцев. Впоследствии сообщалось, что аэропорт будет введен в эксплуатацию в конце 2011 года, но в сентябре того же года эта дата была перенесена почти на год . В сентябре 2012 года премьер-министр Сенегала Абдуль Мбайе объявил, что аэропорт откроется в первом квартале 2014 года. Однако в апреле 2015 г. власти Сенегала объявили о переносе сдачи аэропорта в эксплуатацию на декабрь 2015 г. В январе 2015 года стало известно, что аэропорт откроется в июне 2015 года. 4 апреля 2015 года агентство Reuters объявило новую дату открытия — начало 2016 года.
В августе 2015 года компания, отвечающая за строительство аэропорта, потребовала увеличения сметы на сумму 63,62 млрд франков КФА, от чего правительство Сенегала отказалось. В результате работы в аэропорту, которые были завершены на 90 %, остановились. Руководство аэропорта утверждает, что Saudi Binladin Group не смогла вовремя завершить работы и не хотела назначать новую дату сдачи объекта6. После этого спора в 2015 году управление проектом было поручено турецкой группе Summa-Limak, компании, которая также обеспечила завершение строительных площадок CICAD, отеля Radisson в Диамниадио и работы Arena Tour.
Строительство аэропорта было завершено в июле 2017 года.

### Открытие

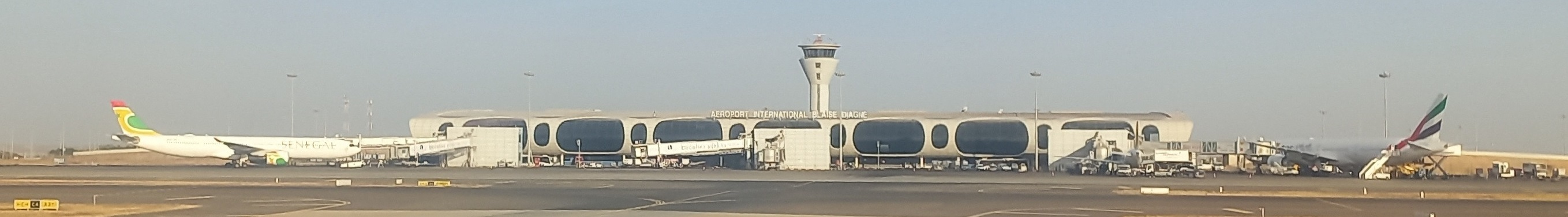
Перон аэропорта.

Зал «Одиссея» в аэропорту.

Аэропорт 8 был открыт 7 декабря 2017 года президентом Маки Салем после 10 лет строительства и более 600 миллионов евро инвестиций.
Старый аэропорт Дакара закрыл взлетно-посадочные полосы для гражданских рейсов 7 декабря и стал военным аэропортом.

### Расширения
Правительство Сенегала стремится сделать этот новый аэропорт и Дакар «первым авиаузлом в Западной Африке», в частности, с его будущими расширениями. Его текущая пропускная способность составляет два миллиона пассажиров в год, что ставит его на один уровень с главным конкурентом — международным аэропортом имени Феликса Уфуэ-Буаньи в Абиджане (1,9 миллиона пассажиров в год). Новые терминалы и вторая взлетно-посадочная полоса должны быть построены, чтобы достичь цели в пять миллионов пассажиров к 2024/2025 году и десять миллионов пассажиров к 2035 году.

## Авиакомпании и направления

### Пассажирские
Следующие авиакомпании выполняют регулярные пассажирские рейсы из аэропорта:
- ↑ : Часть рейсов Turkish Airlines из Стамбула в Дакар совершают остановку в Нуакшоте, однако рейсы из Дакара в Стамбул выполняются без остановки. В других случаях рейс из Стамбула в Дакар беспосадочный, но обратный рейс останавливается в Банжуле. Ни в том, ни в другом случае Turkish Airlines не имеет прав на местные перевозки между Дакаром и другим пунктом назначения.

## Пассажиропоток
Данные из запроса в Викиданные.